# Stealing Harvard
Stealing Harvard er en amerikansk komediefilm fra 2002, instrueret af Bruce McCulloch, med Jason Lee og Tom Green i hovedrollerne. Filmen er produceret af Susan Cavan og manuskriptet er skrevet af Martin Hynes og Peter Tolan

## Handling
Filmen handler om middelklassemanden John Plummer (Jason Lee), der bor sammen med sin kæreste Elaine (Leslie Mann). Deres forhold har balanceret meget, men sammen har det lykkedes dem at opspare 30.000 dollars, som de har tænkt sig at bruge på en bryllupsrejse, når de skal giftes. Men da hans niece Noreen (Tammy Blanchard), bliver optaget på det dyre Harvard universitet, opsøger fortiden ham. John lovede hende, at han ville betale hvis hun kom ind på universitet, og et løft er et løfte. Situationen bliver ikke bedre, da han kommer hjem samme aften og finder ud af at hans kæreste, har tænkt sig at investere i et hus til samme beløb, som optagelsen af Harvard (30.000 dollars). John vil ikke skuffe sin kæreste ved at fortælle om hans fatale løft til sin niece, og han konkluderer at hans eneste udvej er at henvende sig til sin gamle skøre ven Duff (Tom Green). Duff er en særling, men John mener at hans idéer nogen gange kan være så sindssyge at de er geniale. Sammen finder de ud af at den eneste udvej er at begå et røveri.

## Fakta om filmen
Tom Green blev nomineret til "worst supporting actor" (værste mandelige birolle) for filmen i Golden Raspberry Awards i 2002. Dette var den eneste nomination filmen tilegnede sig og med et og med et budget på 25.000.000 dollars, lykkedes det kun filmen at indtjene 14.000.000 dollars i USA.
Filmen havde mange diskussioner involveret fra filmfolkene. Originalt var det Owen Wilson, der skulle have spillet Tom Greens rolle som Duff, men da Wilson allerede bogstaveligt havde filmet Zoolander, The Royal Tenenbaums, Behind Enemy Lines, i træk, måtte han have næsten et års pause fra at lave film. Filmen havde også en masse forskeliige arbejdestitler før det endelige navn. Tilterne var "Promises, Promises, Promises", "The Promise", "Stealing U", "Uncle", "Say Uncle", "Stealing Stanford" (Stanford nægtede at tillade det), og "You Promised".

## Cast
| Actor            | Role                     |
| ---------------- | ------------------------ |
| Jason Lee        | John Plummer             |
| Tom Green        | Walter P. 'Duff' Duffy   |
| Leslie Mann      | Elaine Warner            |
| Dennis Farina    | Mr. Warner               |
| Megan Mullally   | Patty Plummer            |
| John C. McGinley | Detektiv Charles         |
| Tammy Blanchard  | Noreen Plummer           |
| Chris Penn       | David Loach              |
| Richard Jenkins  | Dommeren Emmett Cook     |
| Seymour Cassel   | Onkel Jack               |
| Zeus             | Hunden Rex               |
| Ken Magee        | Slagter                  |
| Martin Starr     | Liquor Forretnings Dreng |
| Mary Gillis      | Duffs Mor                |
| Bruce McCulloch  | Advokaten Fidio          |